# Almindelig perlehyacint
Almindelig perlehyacint (Muscari botryoides, undertiden også kaldet blåmunke) er en flerårig, urteagtig plante, der anvendes i haver for sine smukke blå forårsblomster. Arten danner ikke aflæggerløg og formerer sig altså udelukkende ved frø.

## Beskrivelse
Almindelig perlehyacint danner ægformede, brune løg som overvintringsorganer. Fra løget spirer to grundstillede og linjeformede, tykke blade frem. Bladene har parallelle ribber, hel rand og ensartet græsgrønne sider. 
Blomstringen sker i marts-april[kilde mangler]-maj, hvor man finder blomsterne samlet i en kompakt, endestillet klase på et bladløst skud, som dannes mellem bladene. De enkelte blomster er nikkende og dannet af seks krukkeformet sammenvoksede blosterblade. Frugterne er trerummede kapsler, der bliver gullige og papiragtige ved modning, og som rummer seks sorte frø.
Rodnettet består af en kage af trævlede rødder. Arten danner ikke aflæggerløg og formerer sig altså udelukkende ved frø.
Højde x bredde og årlig tilvækst: 0,20 x 0,15 m (20 x 15 cm/år).
Planten indeholder flere forskellige glykosider.

## Hjemsted
Arten hører hjemme i det centrale og sydøstlige Europa. Den er knyttet til lysåbne voksesteder med forårsoversvømmet, men ellers tør, sandet eller leret jordbund. 
I Danmark benyttes den som haveplante og er ikke vildtvoksende men kan være forvildet til den danske natur.
I de tørre enge på den store slette ved Zákányszék, provinsen Csongrád, Ungarn, findes planten sammen med bl.a. Achillea pannonica (en art af røllike), alm. kællingetand, bermudagræs, blæresmælde, blågrøn star, engsalvie, engsvingel, Euphrasia tatarica (en art af Øjentrøst), farvevisse, flerårig hør, gul snerre, kostfuglemælk, lancetvejbred, liden skjaller, stor blåtop, strandkrageklo, Thalictrum lucidum (en art af frøstjerne) og vårstar
| Portal | Portal:Botanik |